# ゴレ島占領

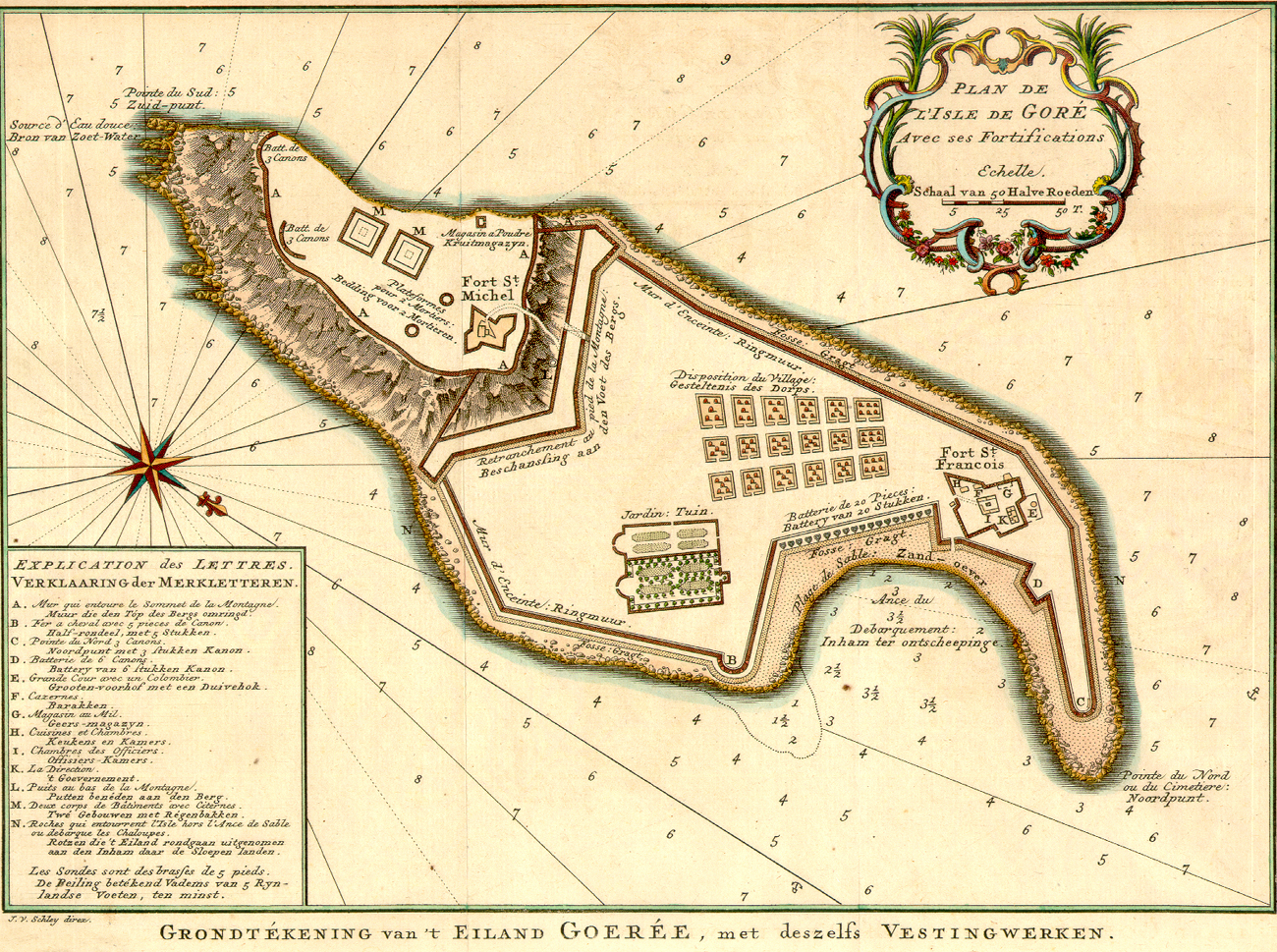
ゴレ島の要塞

ゴレ島占領（ゴレとうせんりょう、英語: Capture of Gorée）は七年戦争中の1758年12月、オーガスタス・ケッペル率いるイギリス遠征軍がセネガル沖のフランス領ゴレ島を占領した戦闘。
ケッペルは砲撃の後海軍を上陸させてゴレ島を占領した。フランス側のブレーズ・エストパン・ド・サン＝ジャンは降伏、駐留軍300人と多くのアフリカ人が捕虜になり、大砲や臼砲110門が鹵獲された。
イギリスはその後1763年までゴレ島を占領、パリ条約によりフランスへ返還した。